# Grænseværdi (miljø)
 For alternative betydninger, se Grænseværdi. (Se også artikler, som begynder med Grænseværdi)
Grænseværdi er et udtryk for det højest tilladte koncentration af et stof i miljøet. Den kan gives som gennemsnitlig tilladelse eller som maksimal tilladelig udledning.
| Naturvidenskab | Spire Denne naturvidenskabsartikel er en spire som bør udbygges. Du er velkommen til at hjælpe Wikipedia ved at udvide den. |